# 7154 Zhangmaolin
A 7154 Zhangmaolin (ideiglenes jelöléssel (7154) 1979 MJ5) a Naprendszer kisbolygóövében található aszteroida. Eleanor F. Helin és Schelte J. Bus fedezte fel 1979. június 25-én.